# Amel Zen
Amel Zen, pseudonimo di Amel Abeddouzen (Tipasa, 28 maggio 1985), è una cantante berbera con cittadinanza algerina.

## Biografia
Nata da famiglia berbera a Tipasa. Comincia a studiare musica all'età di dieci anni, per poi venire integrata all'età di diciassette anni all'Orchestra regionale di Algeri e all'Orchestra nazionale. Studia architettura all'École polytechnique d'architecture et d'urbanisme di Algeri.
Nel 2007, Amel partecipa alla prima edizione di Alhane wa Chabab, nella quale arriva ai quarti di finale.
Pubblica il suo primo album nel 2013. Pubblica videoclip musicali a partire dal 2015, delle canzoni Al Warda, e Tlata, ispirato all'antico malhun Tlata Zahwa W Mraha.
Partecipa alla Festa della musica del 2017, cantando insieme ad altri cantautori algerini.
Nel 2019, prende parte alle proteste contro il quinto mandato di Abdelaziz Bouteflika, partecipando ad iniziatice culturali e musicali insieme ad altri artisti algerini.